# Marion Laverty
Marion Laverty fue una deportista británica que compitió en natación, especialista en el estilo libre. Ganó dos medallas en el Campeonato Europeo de Natación de 1927.

## Palmarés internacional
| Campeonato Europeo | Campeonato Europeo | Campeonato Europeo | Campeonato Europeo |
| Año                | Lugar              | Medalla            | Prueba             |
| ------------------ | ------------------ | ------------------ | ------------------ |
| 1927               | Bolonia (Italia)   | Medalla de oro     | 4 × 100 m libre    |
| 1927               | Bolonia (Italia)   | Medalla de plata   | 400 m libre        |